# En l'obscuritat
En l'obscuritat o Els anys maleïts (títol original en danès, De forbandede år) és una pel·lícula dramàtica danesa del 2020 dirigida per Anders Refn. S'ha doblat al valencià per a À Punt amb el títol d'En l'obscuritat, i al català central per a TV3 amb el nom d'Els anys maleïts.

## Repartiment
- Jesper Christensen - Karl Skov
- Bodil Jørgensen -Eva Skov
- Julie Agnete Vang - Agnes
- Sara Bjerregaard Christensen - Helene Skov
- Patricia Schumann- Louise
- Mikael Birkkjær -Stenhanne
- Tommy Kenter - Director Berg